# بيل رودجرز (عداء مراثوني)
بيل رودجرز (بالإنجليزية: Bill Rodgers)‏ هو عداء مراثوني أمريكي، ولد في 23 ديسمبر 1947 في هارتفورد في الولايات المتحدة.

## وصلات خارجية
- بيل رودجرز على موقع الاتحاد الدولي لألعاب القوى (الإنجليزية)
- بيل رودجرز على موقع الاتحاد الأمريكي لسباقات المضمار والميدان، قاعة المشاهير (الإنجليزية)
- بيل رودجرز على موقع اللجنة الأولمبية الدولية (الإنجليزية)
- بيل رودجرز على موقع أوليمبيديا (الإنجليزية)